# Buddy Rogers
Herman Rohde (Camden, 20 de fevereiro de 1921 – 26 de junho de 1992) foi um lutador de luta profissional estadunidense, mais conhecido como "Nature Boy" Buddy Rogers, tendo sido um dos mais populares no início da "era televisiva" da luta. Suas performances inspiraram gerações de lutadores, como "Nature Boy" Ric Flair, que usou a alcunha de Rogers, assim como sua aparência, atitude e movimento de finalização, o figure four leglock. Ele ganhou três vezes um campeonato mundial dos pesos-pesados, tendo sido o primeiro vencedor do WWWF Championship, hoje conhecido como WWE Championship, e o NWA World Heavyweight Championship.

## Carreira

### Início (1940–1950)
Filho de imigrantes alemães, Rogers foi um policial de Nova Jersey antes de ser descoberto por um promotor local, se tornando um lutador e usando seu nome real. Sua primeira vitória importante aconteceu contra Ed "Strangler" Lewis.
Ele continuou sua carreira em Houston, onde passou a lutar como "Buddy Rogers". Rogers ganharia o Texas Heavyweight Championship quatro vezes, uma delas contra Lou Thesz, começando uma rivalidade real entre os dois. Após se mudar para Columbus, Ohio, as últimas peças de seu personagem foram adicionadas. He bleached his hair and was given the moniker "Natural Guy", later "Nature Boy", by promoter Jack Pfefer. No início da década de 1940, Lillian Ellison (sob o nome Slave Girl Moolah) se tornou sua valet. Ellison afirma que a parceria acabou quando Rogers investiu sexualmente contra Ellison.
Com a televisão, a aparência e a personalidade bombástica de Rogers chamou a atenção dos telespectadores. Rogers passou a controlar o centro-oeste, mais notavelmente Chicago, como lutador e roteirista. Ele expandiu-se para a Capitol Wrestling Corporation de Vince McMahon, Sr..

### National Wrestling Alliance (1960–1963)
Em 1961, a National Wrestling Alliance o votou para uma luta pelo NWA World Heavyweight Championship. Em 30 de junho de 1961, Pat O'Connor perdeu o título para Rogers na frente de 38 622 fãs no Comiskey Park, um número recorde até o David Von Erich Memorial Parade of Champions em 1984. O valor arrecadado, US$ 148 000, foi um recorde por quase 20 anos. A luta, de duas quedas, foi anunciada como "Luta do Século". Durante a luta, ambos ganharam um pinfall. Rogers conseguiu o segundo, ganhando a luta.
Para vários promotores, parecia que Buddy Rogers favorecia o nordeste às outras regiões do conglomerado. Promotores e Karl Gotch e Bill Miller confrontaram Rogers em Columbus, quebrando sua mão. Uma nova lesão em Montreal durante uma luta contra Killer Kowalski afastou Rogers dos ringues. Em seu retorno, os dirigentes da NWA votaram que ele perdesse o título para Lou Thesz, que não gostava, publicamente, de Rogers. Em 24 de janeiro de 1963, em Toronto, o promotor Sam Muchnick colocou três guardas de segurança para garantir que Rogers perdesse o título. Thesz ganhou a luta e o título.
Rogers também era um dos detentores do United States Tag Team Championship, com Handsome Johnny Barend. Eles ganharam os títulos em 1962 de Johnny Valentine e Arnold Skaaland. Eles perderam os títulos em 1963, para Killer Buddy Austin & The Great Scott. Rogers e Barend se separam e rivalizaram por um breve período, mas se reuniram para derrotar Bruno Sammartino & Bobo Brazil.

### World Wide Wrestling Federation (1963)
Promotores do nordeste, liderados por McMahon e Toots Mondt, deixaram a NWA e formaram a World Wide Wrestling Federation (WWWF), já que Thesz não era popular na região. Promotor Willie Gilzenberg, e o primeiro "Presidente" da WWWF apareceram na Washington, D.C. TV em abril de 1963; e anunciaram que Rogers vencera um torneio no Brasil, se tornando o primeiro Campeão da WWWF. O reinado de Rogers acabou após ele sofrer um ataque cardíaco. Fisicamente em declínio, Rogers foi derrotado por Bruno Sammartino em 17 de maio daquele ano, em uma luta que durou 48 segundos. Alguns dizem que Rogers foi tirado de sua cama de hospital e forçado a lutar. Sammartino afirmou publicamente que Rogers não estava doente.
Após a derrota para Sammartino, Rogers derrotou Hans "The Great" Mortier em menos de um minuto no Madison Square Garden, e se aliou a Handsome Johnny Barend para derrotar Sammartino e Bobo Brazil em uma luta de duas quedas.
A revanche aconteceria em 4 de outubro de 1963, em Jersey City, Nova Jersey. No entanto, foi anunciado que Rogers estava se aposentando e que Gorilla Monsoon enfrentaria Sammartino pelo título. Rogers passou a lutar ocasionalmente para a promoção de The Sheik em Detroit e Montreal. Em 1968, Rogers fez algumas poucas lutas na Wrestling Show Classics. !-->

### Jim Crockett Promotions e WWF (1978–1992)
Em 1978, Rogers retornou ao wrestling como um mocinho na Flórida, mesmo com quase 60 anos. Ele foi transferido para Jim Crockett Promotions como um manager vilão de lutadores como Jimmy Snuka, Ken Patera, Gene Anderson e Big John Studd. Ele teve uma rivalidade com o novo "Nature Boy", Ric Flair, sendo derrotado por Flair em 9 de julho de 1978. Ele foi contratado pela WWF, se tornando um manager mocinho, além de apresentar um segmento de entrevistas chamado "Rogers' Corner." Durante uma rivalidade junto com Jimmy Snuka contra Lou Albano and Ray Stevens, Rogers quebrou seu quadril e se aposentou do wrestling.

### Fim de carreira e morte
Ele deveria enfrentar um outro "Nature Boy", agora Buddy Landel, em uma luta de retorno na Tri-State Wrestling Alliance (antecessora da ECW) no início de 1992, mas a promoção fechou antes que a luta pudesse acontecer. Mais tarde naquele ano, Rogers quebrou um braço e sofreu três ataques cardíacos, dois no mesmo dia. Ele faleceu em 26 de junho de 1992.
O lutador Ric Flair durante toda sua carreira, adotou o personagem "Nature Boy" de Buddy Rogers como um tributo, usando o figure four leglock e a caminhada característica de Rogers.

## No wrestling
- Movimentos de finalização
  - Figure Four Grapevine (Figure four leglock) – inovado

- Managers
  - Slave Girl Moolah[2]
  - Bobby Davis
  - Diamond Jack

## Títulos e prêmios
- American Wrestling Association
  - AWA Eastern States Heavyweight Championship (1 vez)
  - AWA World Heavyweight Championship (Versão de Ohio) (3 vezes)

- Midwest Wrestling Association
  - MWA Ohio Tag Team Championship (4 vezes) - com Great Scott (3) e Juan Sebastian (1)

- Montreal Athletic Commission
  - World Heavyweight Championship (Versão de Montreal) (3 vezes)

- NWA Capitol Wrestling
  - NWA United States Tag Team Championship (Versão do nordeste) (2 vezes) - com Johnny Valentine (1) e Johnny Barend (1)

- NWA Chicago
  - NWA World Heavyweight Championship (1 vez)
  - NWA United States Heavyweight Championship (Versão de Chicago) (1 vez)

- NWA Mid-America
  - NWA Mid-America Heavyweight Championship (1 vez)

- NWA San Francisco
  - NWA World Tag Team Championship (Versão de São Francisco) (1 vez) - com Ronnie Etchison

- NWA Western States Sports
  - NWA North American Heavyweight Championship (Versão de Amarillo) (1 vez)

- Pro Wrestling Illustrated
  - PWI Stanley Weston Award (1990)

- Professional Wrestling Hall of Fame and Museum
  - Classe de 2002 (Era da Televisão)

- Southwest Sports Inc.
  - NWA Texas Heavyweight Championship (1 vez)
  - Texas Heavyweight Championship (4 vezes)¹
  - Texas Tag Team Championship (1 vez) - com Otto Kuss

- St. Louis Wrestling Hall of Fame
  - Classe de 2008

- World Wide Wrestling Federation / World Wrestling Federation
  - Hall da Fama da WWE (Classe de 1994)
  - WWWF World Heavyweight Championship (1 vez, inaugural)

- Wrestling Observer Newsletter
  - Hall da Fama da Wrestling Observer Newsletter (Classe de 1996)

- Outros títulos
  - Maryland Eastern Heavyweight Championship (3 vezes)
  - World Heavyweight Championship (Versão de Jack Pfeffer) (5 vezes)